# Remijia amphithrix
Remijia amphithrix är en måreväxtart som beskrevs av Paul Carpenter Standley. Remijia amphithrix ingår i släktet Remijia och familjen måreväxter.
Artens utbredningsområde är Colombia. Inga underarter finns listade i Catalogue of Life.